# Opuntia helleri
Opuntia helleri là một loài thực vật thuộc họ Cactaceae. Nó đang trong tình trạng dễ thương tổn, là loài đặc hữu của quần đảo Galapagos (Ecuador), hiện diện tới các đảo Wolf, Darwin, Marchena và Genovesa.

## Hình ảnh

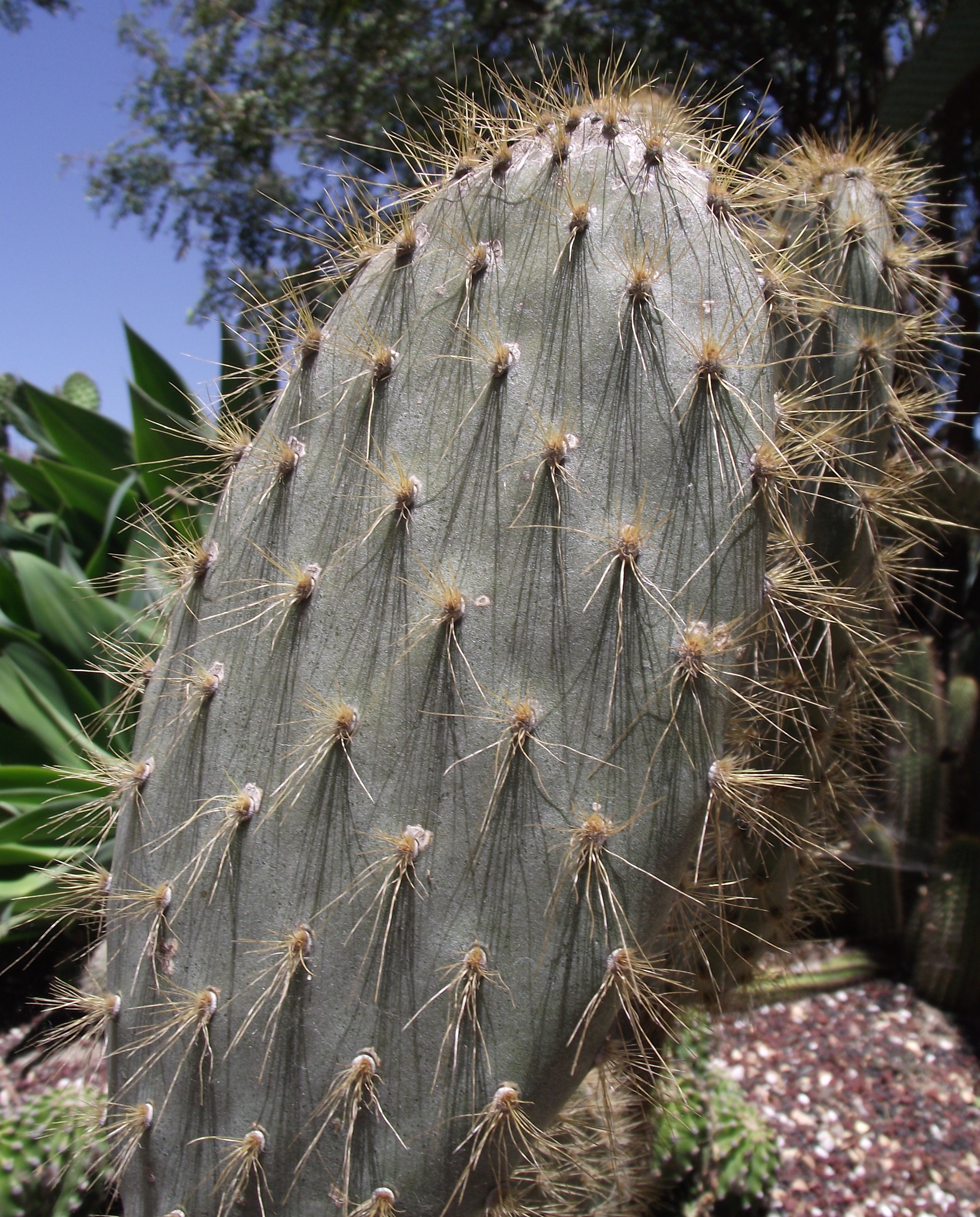